# تاتا کمیکالس
تاتا کمیکالس (انگلیسی: Tata Chemicals) شرکت صنایع شیمیایی هندی است، که در سال ۱۹۲۷ توسط گروه تاتا تأسیس شد.